# Eusebio Petetti
Eusebio Angelo Petetti (Potenza Picena, 23 novembre 1882 – Ancona, 6 maggio 1957) è stato un architetto italiano e un personaggio di spicco nella vita culturale di Ancona, sua città d'elezione, fra gli anni trenta e cinquanta.

## Attività professionale

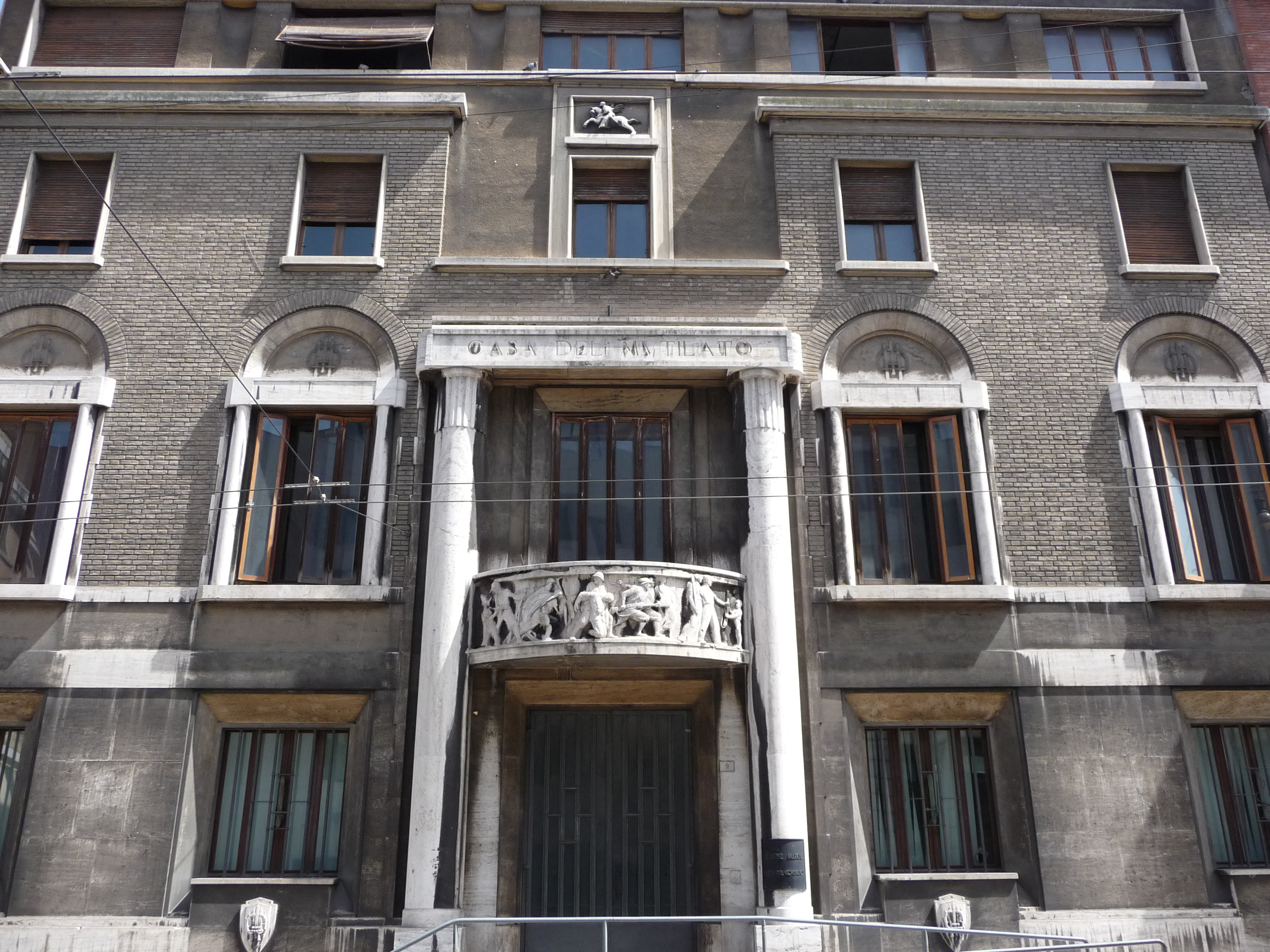
Ancona, Palazzo del Mutilato.

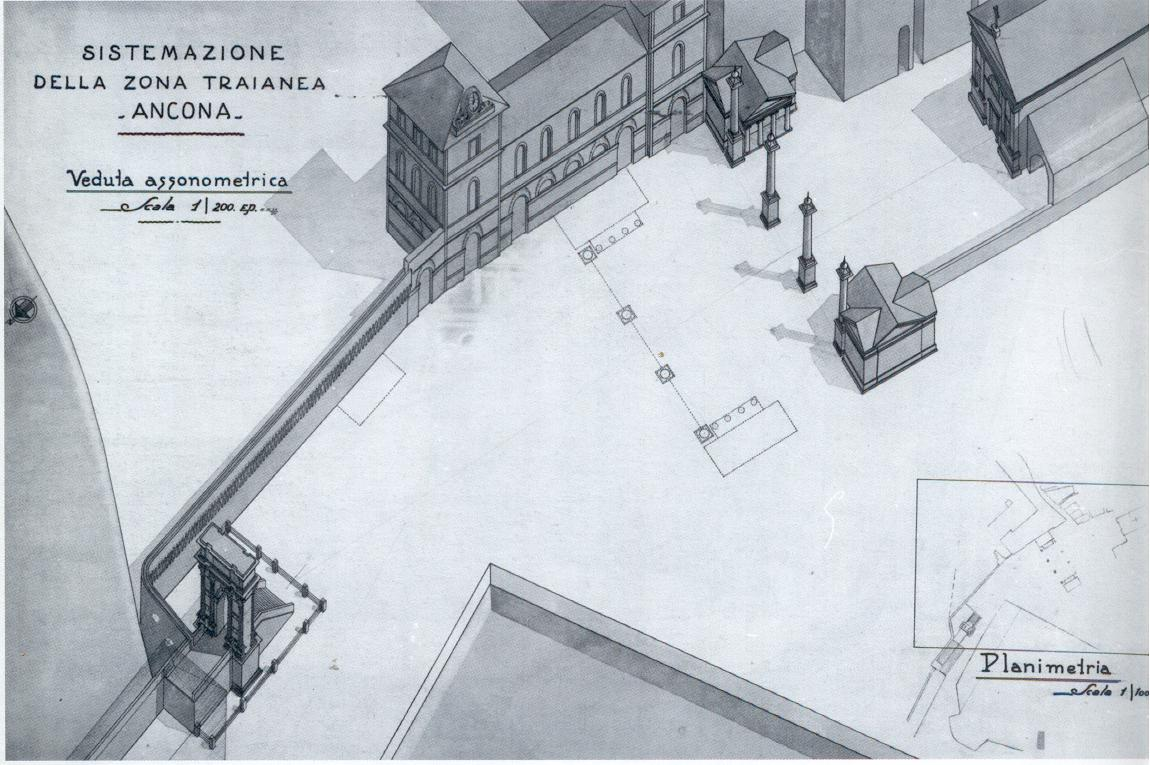
Progetto per la sistemazione dell'area traianea. La localizzazione originale della Barriera Gregoriana è disegnata in grigio. Nel riquadro è riportata la pianta dell'area.

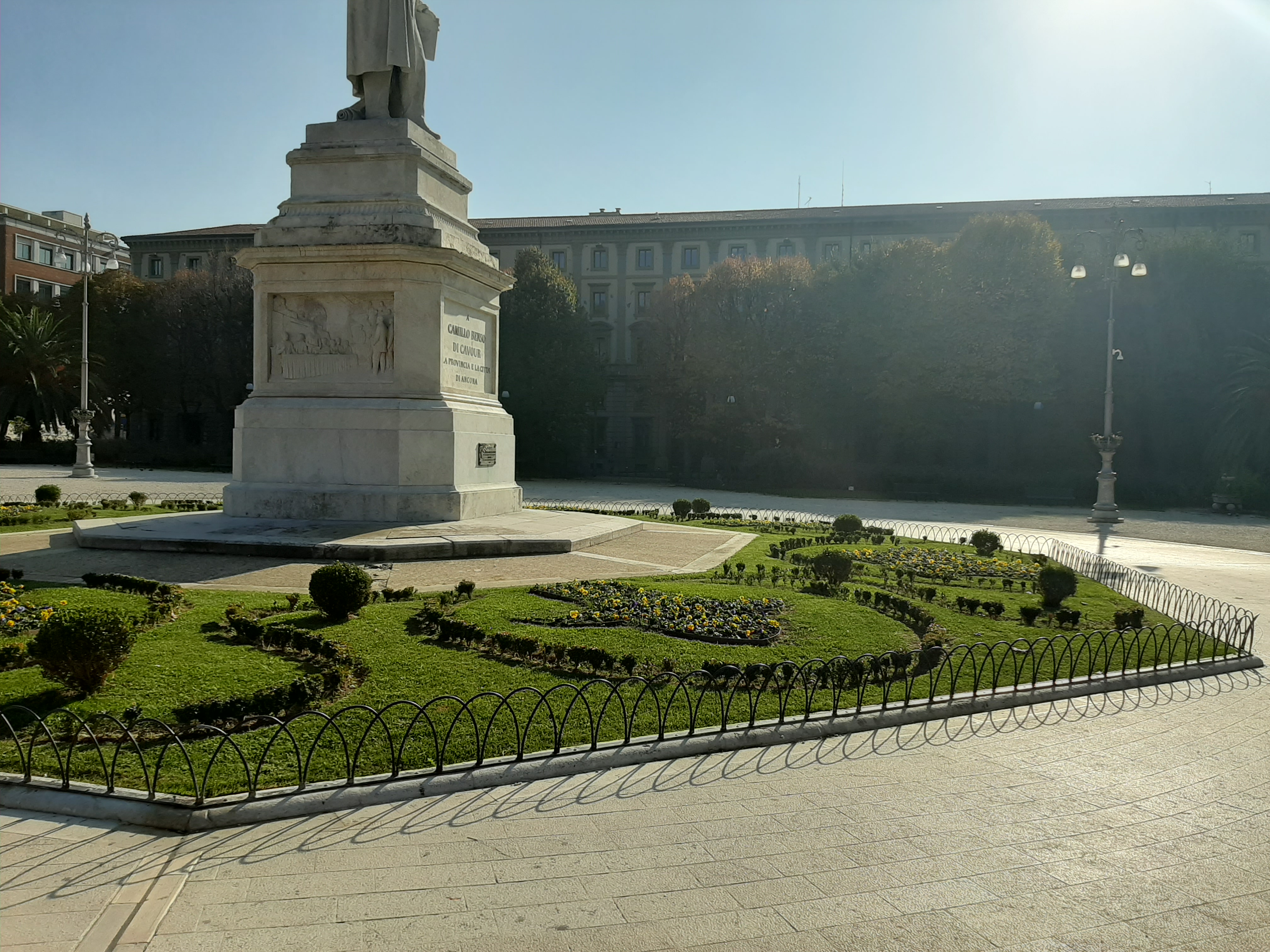
Aiola centrale di piazza Cavour (Ancona).

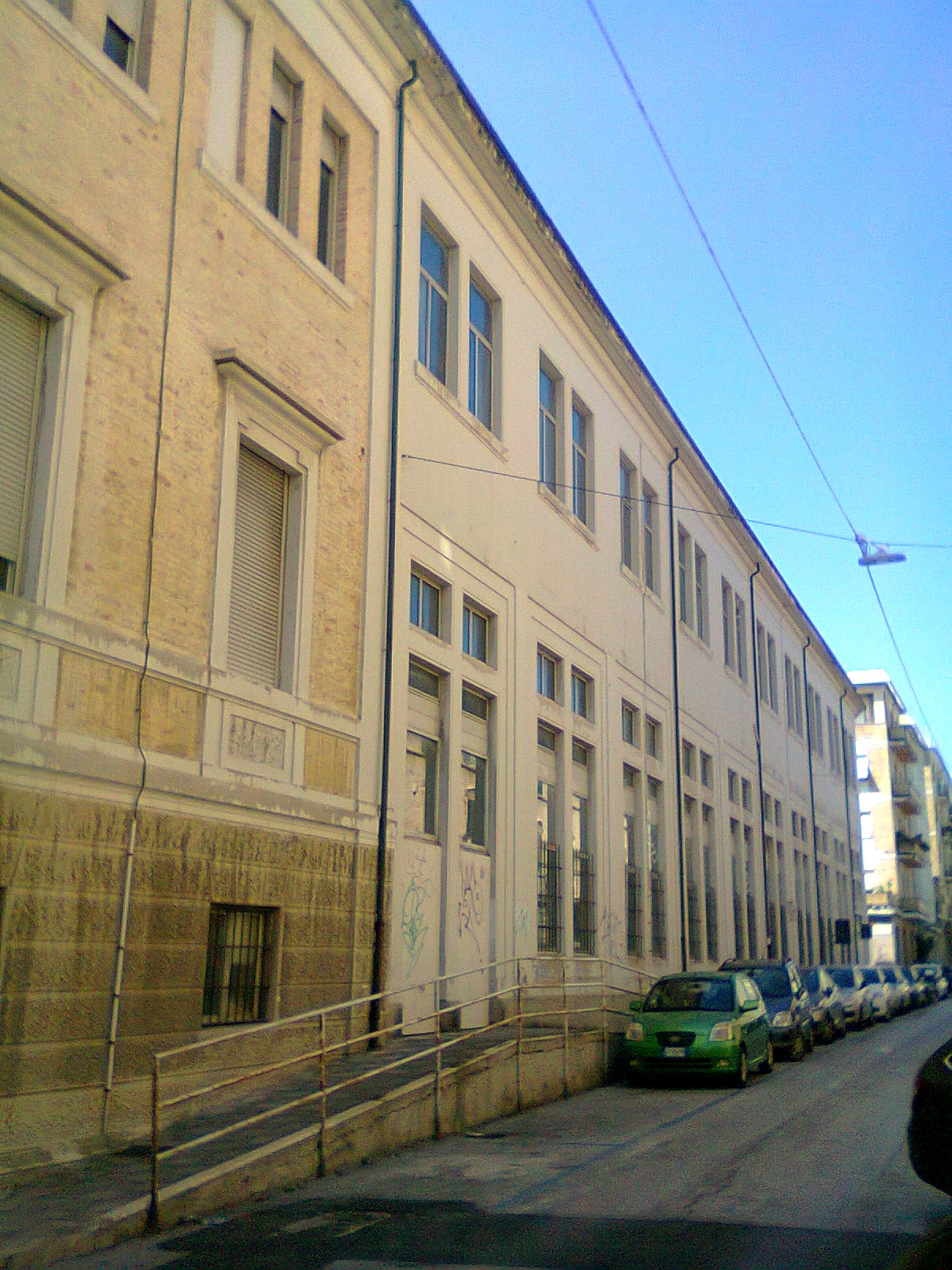
Laboratori della scuola industriale di Ancona di via Curtatone, nel Rione di S. Stefano (Ancona).

Eusebio Petetti, nato a Potenza Picena, si trasferì sin da giovane ad Ancona, che fu la sua città di elezione e nella quale formò la sua famiglia. Studiò architettura ad Urbino, al Regio Istituto delle Belle Arti delle Marche, dove fu allievo di Luigi Garlatti Venturini.
Vinse nel 1938 il concorso nazionale per la realizzazione della Casa del Mutilato di Ancona, che attualmente è forse la sua opera più nota, e che caratterizza il Corso Stamira, aperto in quegli anni.

### Le attività come membro dell'Accolta dei Trenta
Fu membro dell'associazione "Accolta dei trenta - Brigata amici dell'arte", che si proponeva di sollecitare le istituzioni ad intraprendere opere di valorizzazione dei beni storici ed architettonici di Ancona; a tal fine i soci architetti ed ingegneri elaboravano proposte progettuali, mettendo a servizio della città le proprie competenze.
Nell'ambito di quest'associazione si è impegnato nel piano di sistemazione urbanistica dell'area Traianea partecipando al dibattito cittadino riguardante la sistemazione di questa zona importante per la storia della città, ma anche di difficile inquadramento per le numerose funzioni e testimonianze storiche che vi si sovrappongono e in particolare per la presenza dell'Arco di Traiano. Petetti fu incaricato di redigere la proposta dell'associazione e nel suo progetto studiò il modo di armonizzare la presenza della Barriera Gregoriana ottocentesca, della seicentesca chiesa di S. Primiano, delle rotaie ferroviarie a servizio del porto e dello stesso Arco di Traiano, costruito nel II secolo. La Soprintendenza aveva dapprima approvato la proposta, ma poi ritirò il suo assenso e ne appoggiò un'altra, elaborata dal Comune, che non teneva in considerazione la monumentalità dell'area e portò non solo alla demolizione della Barriera Gregoriana, ma anche alla costruzione di un edificio militare all'interno della piazza. La campagna di sensibilizzazione dell'associazione riuscì però almeno a far demolire la caserma costruita a ridosso dell'arco e a sistemare a verde l'area a destra della scalinata, sopravvissuta alle distruzioni belliche e attualmente caratterizzante la zona.
Sempre come membro dell'associazione, progettò l'aiuola al centro di Piazza Cavour, che attornia la statua del grande statista. Per quest'area verde, Petetti adottò lo stile del giardino all'italiana e in particolare del barocchetto romano, diffuso in Italia negli anni Venti anche nella progettazione di parchi e giardini; l'aiola fu distrutta dall'incuria nel periodo bellico, ma nel 2016 è stata ripristinata in base a fotografie d'epoca.

### La Casa del Mutilato di Ancona
L'opera più nota di Petetti è la Casa del Mutilato di Ancona, nata come sede cittadina dell'Associazione nazionale mutilati e invalidi di guerra. Nel 1938 venne indetto il concorso nazionale per la sua realizzazione, vinto da Petetti con il motto "luce del sacrificio". Per questo edificio Petetti adottò uno stile neoclassico semplificato, dichiarando che riteneva necessario richiamarsi alla casa madre dell'Associazione, quella di Roma, opera di Marcello Piacentini.
Nella facciata, il bassorilievo dell'arengario e lo stemma della città sono opera dello scultore anconitano Mentore Maltoni. All'interno sono presenti altre opere d'arte, occultate nel 1977 da pannelli di cartongesso: lo scalone d'onore era dominato dalla statua della Vittoria alata di Sanzio Blasi, mentre nel salone delle assemblee spiccava un altorilievo di Alterige Giorgi raffigurante San Sebastiano e probabilmente anche dipinti murali di Otello Giuliodori.
L'edificio conservò la sua destinazione originaria sino al 1972. Dal 1977 fu sede del consiglio regionale delle Marche; nella stesura del progetto di adattamento si decise di privare gli interni del palazzo della loro connotazione storica, occultando anche tutte le opere d'arte presenti, sotto i già citati pannelli di cartongesso, mai più tolti in seguito, tranne quello che nascondeva la statua della Vittoria alata.
Anche dopo il trasferimento della sede del consiglio regionale, sino al 2007 l'edificio continuò ad essere utilizzato dalla Regione Marche, come sede della biblioteca regionale. Dal 2007 l'edificio è chiuso e in progressivo degrado. Nel 2017 fu fondato un comitato, a cui aderirono, tra gli altri, anche gli eredi del progettista e degli artisti che hanno lasciato le loro opere nel palazzo; il comitato si assunse il compito di sollecitare le istituzioni affinché si ponesse termine al degrado e si destinasse l'edificio ad una funzione consona alla sua importanza.
Nel 2024 la giunta comunale autorizza la destinazione ad albergo dell'edificio. I lavori di adeguamento dovranno rispettare i vincoli imposto dalla Soprintendenza Archeologica, Belle Arti e Paesaggio, che impongono la conservazione di tutti gli elementi decorativi del piano terra, del primo e del secondo piano, compresi pavimenti ed infissi. Verranno mantenuti i prospetti esterni, compresi gli infissi delle finestre e saranno restaurati gli elementi scultorei. Verrà invece rimosso quanto realizzato nel corso degli ultimi decenni, che aveva alterato l'aspetto originario, come doppie finestre, controsoffitti e i pannelli murali che nascondono le pareti originarie. Per gli ambienti di maggiore rappresentatività, al piano terra e al secondo piano, dovrà essere assicurata la fruizione pubblica.

### Il piano regolatore di Ancona e le opere del dopoguerra
Nel dopoguerra l'architetto Petetti sostenne l’assoluta necessità di dotare la città di un piano regolatore; data l'inerzia dell’amministrazione comunale, arrivò nel 1945 a redigerne uno in collaborazione con gli architetti Biscaccianti e Castelli, ispirato a questi principi:
- fare in modo che tutti gli abitanti possano avere una abitazione, in un periodo in cui la coabitazione di più famiglie nello stesso appartamento era una triste conseguenza delle distruzioni belliche;
- rispettare ed esaltare le bellezze naturali;
- rispettare ed esaltare le ricchezze artistiche della città[6][7].

Nello stesso periodo operò nel restauro di monumenti danneggiati dai terribili bombardamenti che avevano colpito la città: riprogettò la cappella dei Caduti della chiesa di S. Domenico, sistemò il fianco della chiesa del SS. Sacramento che si affaccia su piazza del Teatro e, nel 1947, curò il ripristino in forme romaniche della chiesa di San Giovanni Battista di Ancona.
Petetti intervenne anche in un altro dibattito che animò la città nel dopoguerra: per agevolare il traffico, era stato deciso di isolare Porta Pia dalla cinta muraria che la collegava Cittadella. Accanto alla porta, nel lato interno, si trovava però una fontana settecentesca in stile rococò, realizzata nel 1799 da Scipione Daretti in tufo come la facciata interna della porta; era alimentata da una vena sorgiva nota per la sua freschezza. L'architetto, seguendo il proprio progetto del 1936, aveva allora proposto di risparmiare la fontana, smontandone le parti e ricostruendola più arretrata; tale proposta, sostenuta anche in dibattiti pubblici, non ebbe seguito e la demolizione fu effettuata.

### Galleria d'immagini

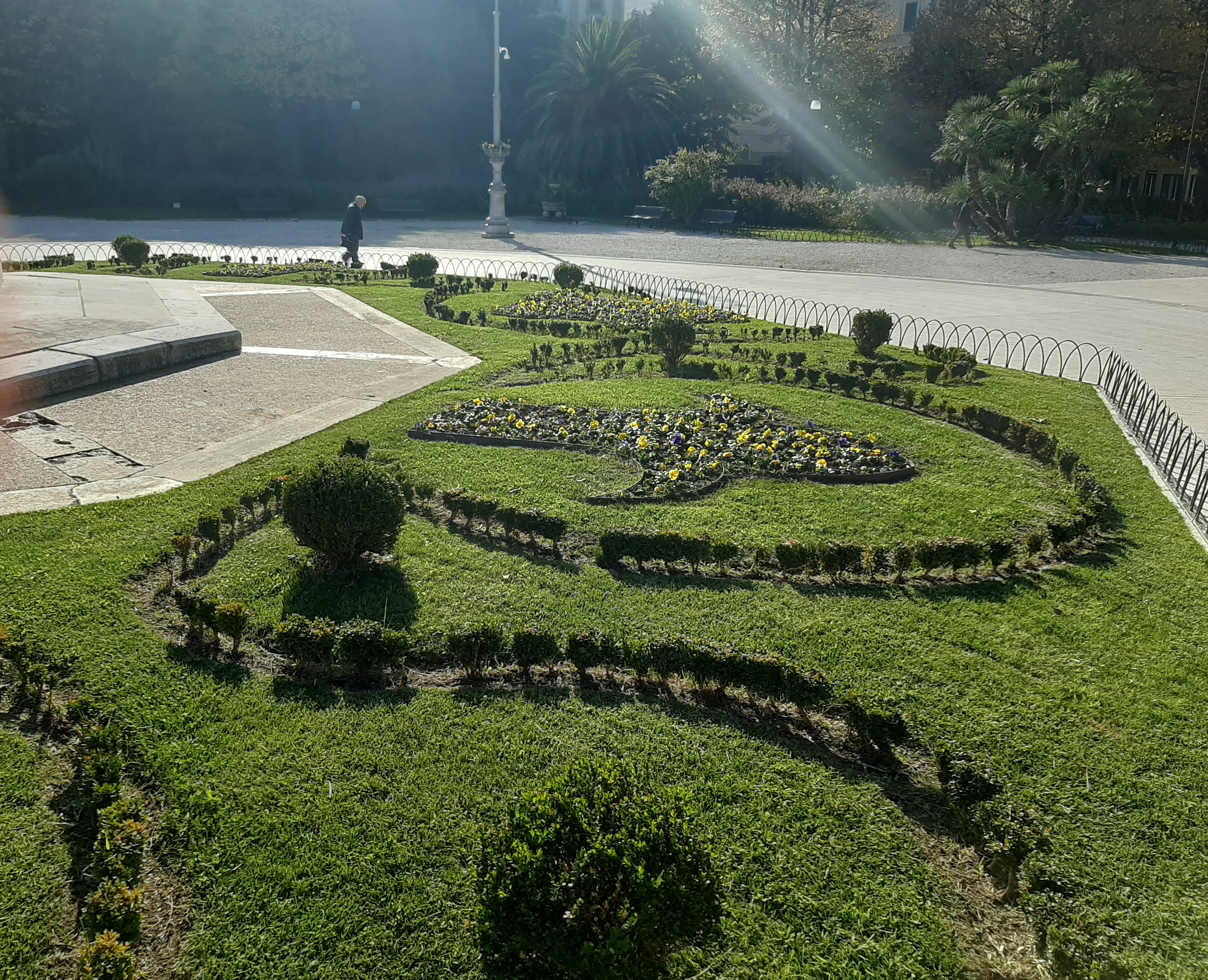
Particolare dell'aiola centrale di piazza Cavour (Ancona).
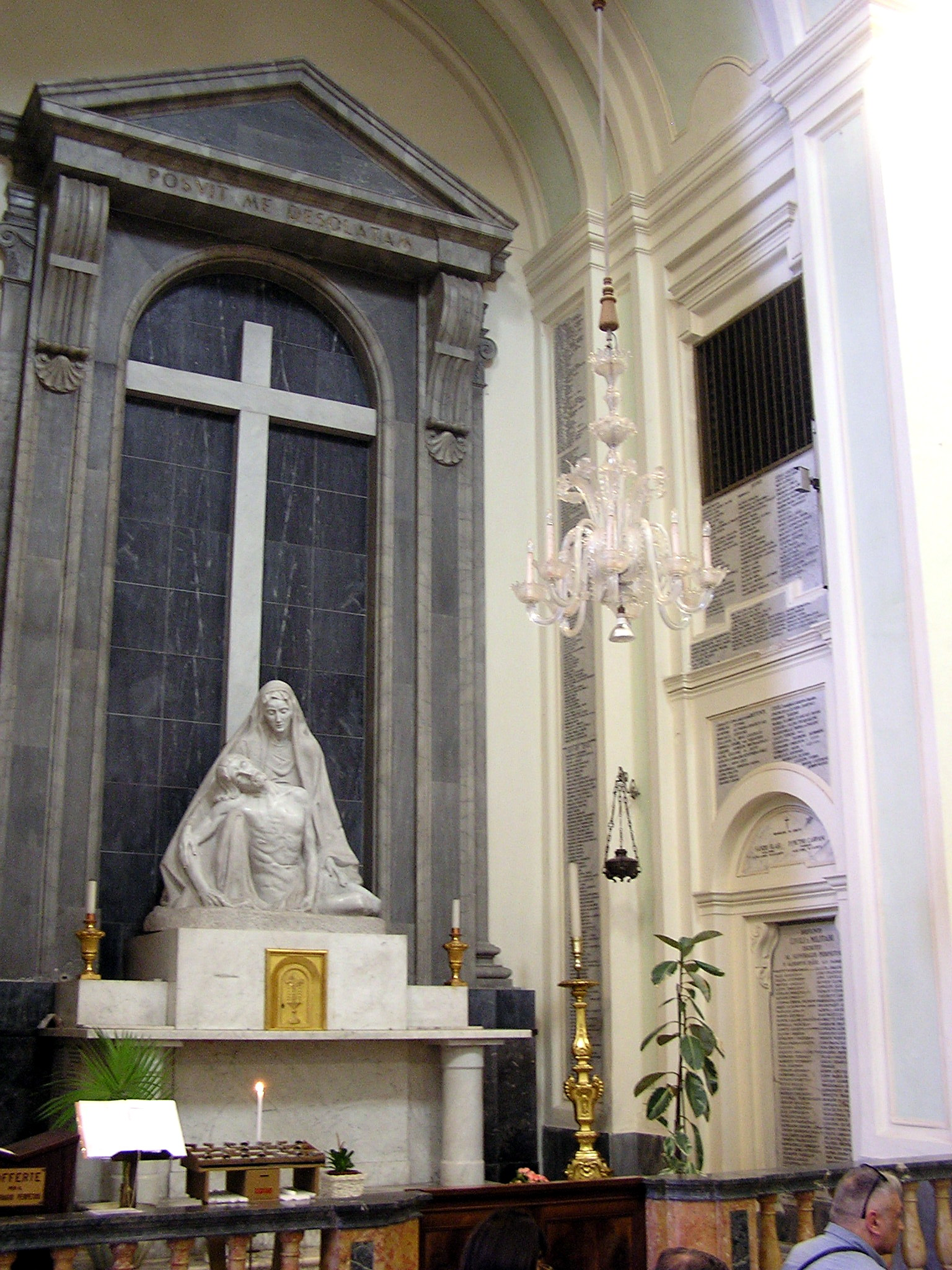
La cappella dei Caduti, nella Chiesa di San Domenico di Ancona. La statua è di Sanzio Blasi.
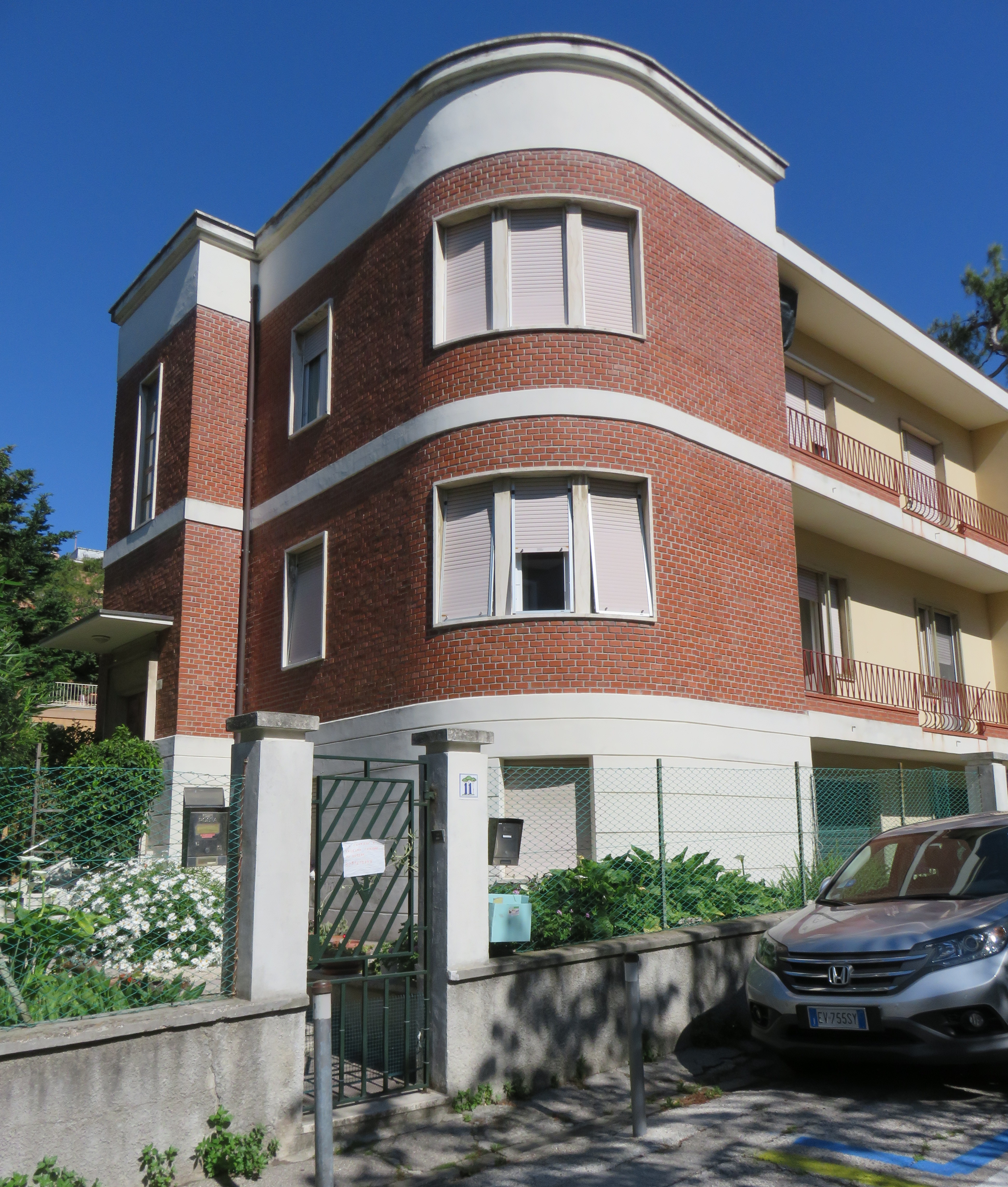
Casa d'abitazione progettata dall'arch. Petetti nel Rione Adriatico (Ancona).
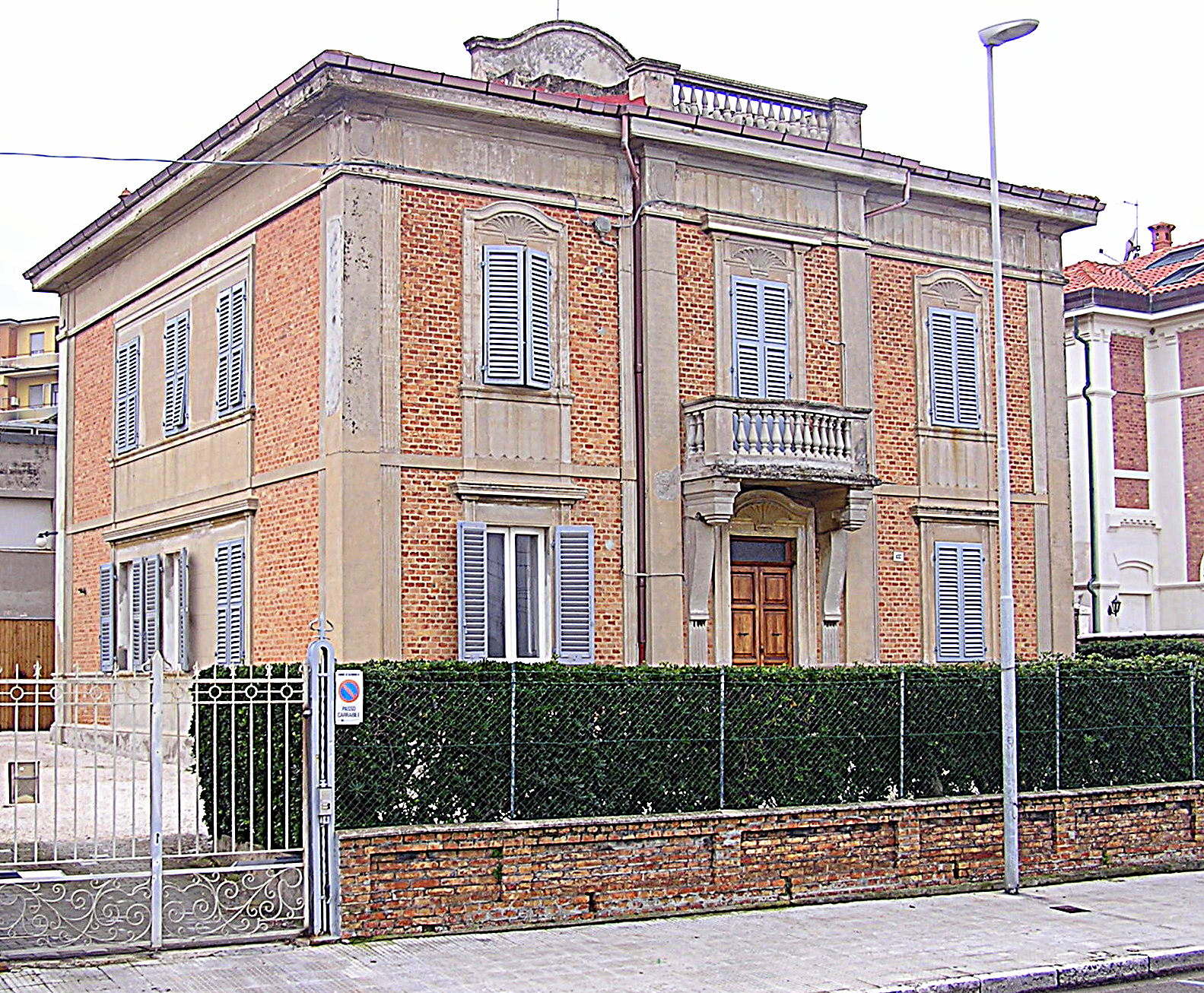
Villetta a Palombina Vecchia (Falconara Marittima), via Flaminia.

### Altre opere
Tra le sue opere si ricordano due edifici scolastici: i laboratori della regia scuola tecnica industriale di Ancona di via Curtatone (1921-1931) e la sede della regia scuola di avviamento professionale di Pergola (1931-1936).
Tra le architetture religiose si segnalano invece la facciata della Chiesa di San Giacomo a Potenza Picena (1943) e la progettazione della Chiesa di Sant'Anna a Porto Potenza Picena (1925-1926), in stile neogotico, qui adottato da Petetti per armonizzare il nuovo edificio con l'adiacente storica torre di guardia. Ha inoltre realizzato il Parco della Rimembranza di Montemarciano (1927-1928).
Oltre a vari palazzi e villette di abitazione privata, si segnalano anche le seguenti opere:
- nuovo edificio del Pupillato di San Lorenzo (Ancona);
- cappella funeraria nel cimitero di Potenza Picena per le suore Clarisse (1919);
- restauro dell'interno della chiesa di Santa Maria delle Panette in Monte San Giusto (1923);
- casa parrocchiale di Porto Potenza Picena (1926);
- ampliamento e restauro della chiesa parrocchiale di Colbuccaro e costruzione della casa parrocchiale (1925);
- restauro e costruzione della chiesa prepositurale di Corridonia (1926);
- ricostruzione della chiesa e casa parrocchiale di Villa Crocette di Castelfidardo[11];
- costruzione della centrale idroelettrica del fiume Gizio, a Pettorano sul Gizio (1928)[12].

## Altre attività
L'architetto era stimato professore di Disegno presso varie scuole statali della città. Dal 1938 al 1940 svolse in casa propria attività di insegnante a favore di un numeroso gruppo di ragazzi di religione ebraica che, a causa delle leggi razziali, erano stati allontanati dalle scuole pubbliche.
L'architetto Petetti, nell'ambito dell'associazione Accolta dei Trenta, fu relatore in numerose conferenze riguardanti la storia dell'arte di Ancona; per richiamare l'attenzione sulla necessità della salvaguardia delle testimonianze storiche e della qualità architettonica urbana, scrisse articoli per i quotidiani Il Messaggero e il Corriere Adriatico, nonché per le riviste Natura ed Arte e La cultura moderna.
Nel 2004 l'Archivio di Stato di Ancona, nell'ambito di un progetto di documentazione sugli architetti marchigiani del '900, ha acquisito un notevole fondo di suoi progetti ed articoli.